# Editura Cartier
Editura Cartier este una dintre cele mai importante edituri din Republica Moldova și din spațiul limbii române. A fost fondată la Chișinău în anul 1995.
Redactorul-șef al editurii este poetul, publicistul și scriitorul Emilian Galaicu-Păun. Scriitorul, eseistul, omul de cultură și publicistul Gheorghe Erizanu este co-fondatorul și directorul editurii. Pictorul si graficianul Vitalie Coroban, care a coordonat toate coperțile cărților până în prezent, este co-fondator al editurii.
Colecțiile editurii includ Cartier Antropologic, coordonată de antropologul și sociologul Vintilă Mihăilescu, Cartier Istoric, Cartier de Colecție, Cartier Rotonda, Cartier Popular, Cartier Codobelc (serie pentru copii), Cartier Juridic, s.a.m.d.

## Istoric

### Autori publicați
Printre autorii ale căror lucrări au apărut la Editura Cartier se numără și Tudor Arghezi, Mioara Avram, Roland Barthes, Vladimir Beșleagă, Aureliu Busuioc, Emil Brumaru, Tamara Cărăuș, Dumitru Crudu, Julio Cortazar, Mircea Dinescu, Ion Druță, Mihai Eminescu, Venedikt Erofeev, Șerban Foarță, Benjamin Fundoianu, Vasile Gârneț, Johann Wolfgang Goethe, Ioan Halippa, Cezar Ivănescu, Panait Istrati, Laura Jaffe, Lidia Kulikovski, Claudiu Komartin, Nicolae Leahu, Mihail Lermontov, Tatiana Manole, Igor Munteanu, Irina Nechit, Philippe Nemo, Filaret Oloieru, George Orwell, Ion Pillat, Vaško Popa, Liviu Rebreanu, Vasile Romanciuc, Lică Sainciuc, Oleg Serebrian, Nichita Stănescu, George Trakl, Nicolas Trifon, Ion Țurcanu, Urmuz, Jules Verne, Alexandru Vakulovski, Michel Winock, Oscar Wilde, Rama Yade, Victor Zaharia și Horia Zava. 

### Distribuitor în Romania SC Codex 2000
Editura Cartier publică în medie 90 de titluri pe an: dicționare, enciclopedii, albume, beletristică, manuale, auxiliare didactice, carte pentru copii, studii și eseuri, grupate în mai multe colecții. Dispune de distribuție și librării proprii în România și în Republica Moldova.

### Cronologia activității Cartier
- 1995 - Editura CARTIER a tipărit primele două cărți: Frumoasa lumii (carte pentru copii) de Mihai Eminescu și Lunaticul noptii scitice de Nicolae Popa în colecția de literatura română contemporana Rotonda (Premiul pentru poezie al Uniunii Scriitorilor din România și Premiul pentru poezie al Uniunii Scriitorilor din Moldova).
- 1996 - romanul Gesturi (Trilogia nimicului) de Emilian Galaicu-Păun, Cartea rece (poeme) de Irina Nechit, cartea de debut Beata în marsupiu de Iulian Fruntașu și alte cincizeci și cinci de titluri în colecțiile Rotonda, Prima mea biblioteca, Cartier Istoric.
- 1997 - Singur împotriva tuturor Constantin Stere într-o ediție de Alina Ciobanu, Eseu asupra poeziei moderne de Alexandru Mușină, Introducere în teoria literaturii de Gheorghe Crăciun și alte șaizeci și nouă de titluri, într-un tiraj total de un milion cincisprezece mii șase sute de exemplare. 
  - La 30 martie a fost fondată Societatea Comercială Codex 2000, unicul distribuitor de carte al editurii CARTIER în România.
  - La 1 iunie a fost inaugurată Casa Cărții, prima librărie Cartier.
- 1998 - romanul Altina (Grădina scufundată) de Paul Goma, debutul Mariei Sleahtițchi cu O săptămâna de poeme nescrise, O istorie a Basarabiei în documente și cifre (1812 – 1940) de Dinu Poștarencu și alte șaizeci și unu de titluri. 
  - La 17 decembrie a fost deschisă Librăria din Hol.
- 1999 - Dicționar enciclopedic ilustrat (DEI), într-un tiraj de unsprezece mii două sute de exemplare, și alte cincizeci și opt de titluri.
- 2000 - Sabatul sau Noaptea vrăjitoarelor politicii moldovenești de Andrei Țurcanu, Poezia generației 80 de Nicolae Leahu și alte șaptezeci și patru de titluri.
- 2001 - Cuvintele limbii române între corect și incorect de Mioara Avram, Tortura pe înțelesul tuturor de Florin Constantin Pavlovici și alte șaizeci și șase de titluri.
- 2002 - O istorie a diavolului de Robert Muchembled și alte optzeci și șapte de titluri.
- 2003 - Tenis cu moldoveni de Tony Hawks, romanul Mecanica fluidului de Gheorghe Craciun și alte o sută două titluri.
- 2004 - Opera poetică in două volume de Emil Brumaru, în colecția Poesis, romanul Moscova-Petuski de Venedikt Erofeev, în traducerea lui Emil Iordache, în colecția Cartier Clasic, DEI Junior și alte șaizeci și trei de titluri.
- 2005 - Politica și geopolitica de Oleg Serebrian și alte optzeci și două de titluri.
- 2006 - Eseuri critice de Roland Barthes, în traducerea Iolandei Vasiliu, în seria de autor Roland Barthes din colecția Biblioteca deschisă, și alte șaptezeci și opt de titluri. 
  - La 1 martie a fost deschisă librăria Vărul Shakespeare.
- 2007 - Enciclopedia P. Guitz (Pentru cei care umblă deocamdată sub masă) de Lică Sainciuc în colecția Codobelc, și alte optzeci și nouă de titluri. 
  - A fost lansat site-ul editurii Cartier.
- 2008 - Jurnalul lui André Gide în patru volume, Evul Mediu pe ințelesul copiilor de Jacques Le Goff, în colecția Verde, și alte o sută optsprezece titluri. 
  - La 18 septembrie a fost deschisă Librăria din Centru.
  - La 16 decembrie a fost deschisă Librăria 9.
- 2009 - Editura Cartier a inițiat proiectele Serile poetice Cartier și Lecturile publice Proza 9. A tipărit Cine suntem noi? (Cronici de la Est de Vest) de Dan Dungaciu, Un anotimp în Berceni de Claudiu Komartin, în colecția Rotonda, Jurnal de doliu de Roland Barthes, în colecția Biblioteca deschisă, și alte nouăzeci și opt de titluri.

În mai bine de optsprezece ani  de la înființare, Editura Cartier a tipărit "o mie trei sute patruzeci și șapte de titluri [1347] într-un tiraj total de șapte milioane opt sute cincizeci și trei mii o sută optzeci și șase de exemplare [7.853.186). Asta înseamnă că fiecare al treilea român poate avea o carte Cartier în bibliotecă."  Tirajul mediu pentru un titlu Cartier, conform datelor de mai sus, este de cinci mii opt sute treizeci (5.830) de exemplare.

## Recunoaștere, premii
- Distincția Cea mai frumoasă producție editorială a anului 2011 - "Comisia germană din cadrul UNESCO a declarat cartea Aceasta e prima mea revoluție. Furați-mi-o de Maria-Paula Erizanu drept cea mai frumoasă producție editorială a anului 2011." [4]